# Bařice-Velké Těšany
Bařice-Velké Těšany est une commune du district de Kroměříž, dans la région de Zlín, en Tchéquie. Sa population s'élevait à 448 habitants en 2025.

## Géographie
Bařice-Velké Těšany se trouve à 6 km au sud-est du centre de Kroměříž, à 18 km à l'ouest de Zlín et à 235 km au sud-est de Prague.
La commune est limitée par Kroměříž à l'ouest et au nord, par Střížovice et Kvasice à l'est et par Karolín, Sulimov, Vrbka et Lubná au sud.

## Histoire
La première mention écrite du village date de 1228.

## Administration
La commune se compose de deux sections :
- Bařice
- Velké Těšany

## Transports
Par la route, Bařice-Velké Těšany se trouve à 7 km de Kroměříž, à 24 km de Zlín et à 278 km de Prague.